# الطريق الدائري الأول (طرابلس)
الطريق الدائري الأول هو طريق مزودج في العاصمة طرابلس مشروعه توقف بسبب ثورة 17 فبراير عام 2011 فقد كان مساره منطقة باب بن غشير إلى جزيرة دوران باب العزيزية وهو لا يتجاوز 3 كم وقد كان مسار المشروع حوالي 20 كم مثل الدائري الثاني لكنه توقف مطلع سنة 2011 ولا يزال المشروع متوقفًا وهناك عدة مشاريع للطرق متوقفة في طرابلس مثل الطريق الدائري الثالث والطريق الدائري الرابع والطريق الدائري الخامس الذي يعد أطول طريق سريع وإقليمي حيث يمتد مساره 40 كيلومترا.